# Jože Rajhman
Jože Rajhman, slovenski literarni zgodovinar, teolog in leksikograf, * 17. november 1924, Sromlje pri Brežicah, † 25. julij 1998, Maribor.

## Življenje
Osnovno šolo in prvi dve leti gimnazije je obiskoval v Celju. Po začetku druge svetovne vojne so družino izgnali v Srbijo; v Nišu je leta 1943 dokončal gimnazijo, konec vojne pa so se vrnili v Slovenijo. Leta 1945 se je vpisal na slavistiko in romanistiko na Filozofsko fakulteto v Ljubljani, dve leti kasneje pa je študij prekinil in se vpisal na Teološko fakulteto in leta 1951 diplomiral. Nadaljeval je tudi študij na Filozofski fakulteti in leta 1965 diplomiral iz slovenščine in francoščine. Leta 1950 je bil posvečen v duhovnika. Kot kaplan je služboval pri Mariji Snežni v Zgornji Velki v Slovenskih goricah in v Mariborski stolnici. V letih 1968–1981 je bil spiritual v semenišču v Mariboru. Na FF je leta 1972 doktoriral iz filoloških ved z disertacijo Primož Trubar v letu 1550, 1974 pa še iz teoloških ved na TEOF z disertacijo Teološka podoba Trubarjeve Ene dolge predguvori. Med letoma 1968 in 1987 je bil predavatelj duhovne in pastoralne teologije na TEOF (oddelek v Mariboru), od leta 1979 kot izredni profesor. Bil je zunanji sodelavec Inštituta za slovensko literaturo in literarne vede pri Znanstvenoraziskovalnem centru SAZU in sodelavec ali član uredniškega odbora številnih slovenskih znanstvenih in strokovnih revij ter časopisov.

## Delo
Raziskoval je jezikovno, literarnozgodovinsko in teološko izročilo slovenskih protestantov 16. stoletja. Največ se je ukvarjal s Primožem Trubarjem – že v Prvi slovenski knjigi, ki je nastala leta 1977 na osnovi njegove filološke disertacije, je raziskoval Trubarjev Katekizem iz leta 1550. O slovenskem protestantizmu je napisal šest monografij in o tem predaval na številnih simpozijih, okroglih mizah in različnih evropskih univerzah. V slovenskih in tujih revijah in zbornikih je objavljal teološke in literarnozgodovinske razprave. Njegova bibliografija obsega 480 bibliografskih enot. O slovenskem protestantizmu jih je napisal okoli 130 in jih lahko razdelimo v štiri sklope: teologija Primoža Trubarja in njegove zveze z evropsko reformacijo, teološka govorica in metodologija prevajanja slovenskih protestantov, biografije slovenskih protestantov in teologija Jurija Dalmatina. Izdal je tudi dve znanstveni izdaji korespondence Pisma Primoža Trubarja (1986) in Pisma slovenskih protestantov (1997), kjer je transkribiral in prevedel latinska in nemška pisma ter jih opremil z opombami in znanstvenimi spremnimi besedami.
Pisal je gesla za Slovenski biografski leksikon, Enciklopedijo Slovenije, Slovensko književnost, Leksikon Cankarjeve založbe in Katehetsko-pedagoški leksikon. Izdal je tudi dve znanstveni izdaji korespondence Pisma Primoža Trubarja (1986) in Pisma slovenskih protestantov (1997).
Raziskoval je tudi pastoralna vprašanja sodobne Cerkve. O teoloških vprašanjih je napisal dve monografiji: Teologija v službi človeka in Božje okolje v človeku.

## Izbrana bibliografija
Monografije
- Teologija v službi človeka. Tinje: Katoliški dom prosvete, 1975. (COBISS)
- Prva slovenska knjiga v luči teoloških, literarno-zgodovinskih, jezikovnih in zgodovinskih raziskav. Ljubljana: Partizanska knjiga, 1977. (COBISS)
- Trubarjeva Ena dolga predguvor. Ljubljana: Cankarjeva založba, 1986. (COBISS)
- Trubarjev svet. Trst: Založništvo Tržaškega tiska, Ljubljana: ADIT, 1986. (COBISS)
- Pisma Primoža Trubarja. Ljubljana: Slovenska akademija znanosti in umetnosti, 1986. (COBISS)
- Božje okolje v človeku. Ljubljana: Družina, 1996. (COBISS)
- Pisma slovenskih protestantov. Ljubljana: Slovenska akademija znanosti in umetnosti: Znanstvenoraziskovalni center SAZU, Inštitut za slovensko literaturo in literarne vede, 1997. (COBISS)
- Teologija Primoža Trubarja. Ljubljana: Teološka fakulteta, 2008. (COBISS)

Izbrane literarne razprave
- Zgodovinski okvir nastanka Trubarjevega katekizma iz leta 1550. Bogoslovni vestnik 29/3 (1969). 377–383. (COBISS)
- Vloga Petra Dajnka v zgodovini slovenskega knjižnega jezika. Časopis za zgodovino in narodopisje 42/2 (1970). 296–320. (COBISS)
- Jurij Dalmatin in njegova Biblija v luči literarnozgodovinskih in teoloških dognanj.  Glasnik SDD 14/3 (1984). 97–108. (COBISS)
- Jezikovni pomen Dalmatinove Biblije. Znamenje 14/4 (1984). 286–290. (COBISS)
- Trubarjeva Cerkovna ordninga. Pravnik 43/8–10 (1988). 506–519. (COBISS)
- Teologija Jurija Dalmatina: Ob 450-letnici njegovega rojstva. Znamenje 28/3–4 (1998). 63–66. (COBISS)